# Мешал Баршам
Мешал Аїсса Баршам (араб. مشعل برشم; нар. 14 лютого 1998) — катарський футболіст, воротар клубу «Ас-Садд» та олімпійської збірної Катару.

## Клубна кар'єра

### «Ас-Садд»
27 серпня 2018 року дебютував за «Ас-Садд» у виїзному поєдинку 1/4 фіналу ліги чемпіонів АФК проти «Естеґлала». На 12-й хвилині матчу Баршам не зміг порозумітися з партнером по команді, Буалема Хухі, який головою спрямував м'яч на Машала. Після чого м'яч зачепив ногу Бершама й закотився у ворота, внаслідок чого голкіпер став автором автоголу. Незважаючи на цей курйоз, «Ас-Садд» здобув перемогу з рахунком 3:1.

## Кар'єра в збірній
Перебував у заявці олімпійської збірної Катару на поєдинки чемпіонату Азії U-23 2018 року.

## Титули і досягнення
- Чемпіон Катару (5): 2018-19, 2020-21, 2021-22, 2023-24, 2024-25
- Володар Кубка Еміра Катару (3): 2020, 2021, 2024
- Володар Кубка наслідного принца Катару (3): 2020, 2021, 2025
- Володар Кубка шейха Яссіма (2): 2017, 2019
- Володар Кубка зірок Катару (1): 2019-20

Збірні
- Володар Кубка Азії (1): 2024